# Diores strandi
Diores strandi es una especie de araña del género Diores, familia Zodariidae. Fue descrita científicamente por Caporiacco en 1949.
Habita en Kenia, Ruanda y Congo.